# Свињски отац
Свињски отац је југословенски телевизијски филм из 1981. године. Режирао га је Златко Свибен, а сценарио је написао Александар Поповић.